# 夜の彷徨
『夜の彷徨』（よるのさまよい、原題：Larry Carlton）は、アメリカ合衆国のギタリスト、ラリー・カールトンが1978年に発表したスタジオ・アルバム。

## 背景
カールトンは1976年にザ・クルセイダーズを脱退し、その後ソロ名義でワーナー・ブラザース・レコードとの契約を得て本作をリリースした。「ナイト・クロウラー」は、ザ・クルセイダーズ名義のアルバム『旋風に舞う』に提供した曲のリメイクで、オリジナル・ヴァージョンではウィルトン・フェルダーのサックスが主旋律を奏でていたが、本作ではカールトンのギターが主旋律を受け持った。

## 反響・評価
母国アメリカでは、1978年10月14日付のBillboard 200で174位に達した。日本のオリコンLPチャートでは16週トップ100入りし、最高46位を記録した。
Jason Eliasはオールミュージックにおいて5点満点中4点を付け、収録曲「ルーム335」について「彼の初期のソロ・ワークにおけるスタイルをお膳立てした」、「リオのサンバ」に関して「本アルバムのベスト・トラック」「グレッグ・マティソンのキーボード・ワークに支えられて、カールトンが驚異的なフレーズを弾き、同時期のリー・リトナーの作品よりも逞しい内容となった」と評している。

## 収録曲
特記なき楽曲はラリー・カールトン作。2. 6.を除く全曲ともインストゥルメンタル。
1. ルーム335 "Room 335" - 5:39
2. 彼女はミステリー "Where Did You Come From" (William Smith, Eric Mercury) - 3:33
3. ナイト・クロウラー "Nite Crawler" - 5:23
4. ポイント・イット・アップ "Point It Up" - 4:59
5. リオのサンバ "Rio Samba" - 6:59
6. 恋のあやまち "I Apologize" (W. Smith, E. Mercury) - 4:19
7. 希望の光 "Don't Give It Up" - 6:06
8. 昨日の夢 "(It Was) Only Yesterday" - 4:36

## 参加ミュージシャン
- ラリー・カールトン - ギター(all songs)、リード・ボーカル(on #2, #6)
- グレッグ・マティソン - キーボード
- エイブラハム・ラボリエル - エレクトリックベース
- ジェフ・ポーカロ - ドラムス
- パウリーニョ・ダ・コスタ - パーカッション
- ウィリアム・スミス - バックグラウンド・ボーカル
- ジェリー・ヴィンチ - コンサートマスター